# Mikoyan MiG 1.44
Il MiG 1.44 (in cirillico: МиГ 1.44, nome in codice NATO: Flatpack) noto anche come Progetto 1.44 o, più raramente, 1.42, è stato un dimostratore tecnologico di un caccia da superiorità aerea di 5ª generazione di fabbricazione russa, sviluppato negli anni novanta dalla Mikoyan Gurevich.
Conosciuto anche come MiG-MFI (in cirillico МиГ-МФИ), ha effettuato il primo volo nel febbraio 2000 ma non è mai entrato in servizio, rimanendo allo stadio di prototipo.
Si ritiene che l'esperienza maturata con la progettazione del MiG 1.44 abbia contribuito a sviluppare le conoscenze dell'industria aerospaziale russa sulle tecnologie stealth, poi applicate su  velivoli futuri, quali il Sukhoi Su-57 ed altri velivoli sperimentali quali il Mig-XX.

## Storia

### Sviluppo
Concepito per competere con l'F-22 Raptor statunitense, il Mikoyan 1.44 aveva caratteristiche strutturali ed operative molto simili a quelle degli altri caccia occidentali di ultima generazione, come una moderna avionica, ugelli direzionabili e una velocità di crociera supersonica. L'1.44, però, venne utilizzato solo come dimostratore tecnologico utilizzato in seguito come base di partenza per la costruzione di nuovi velivoli e non come un caccia in servizio attivo.
Il governo russo cancellò il programma MFI nel 1997 a causa degli elevati costi di produzione per ciascuna unità ($ 70 milioni). Lo sviluppo continuò e il velivolo compì il suo primo volo il 29 febbraio 2000 con altre due prove di volo confermate per il 2001.
Dopo la sua definitiva cancellazione il programma dell'MFI venne sostituito dallo sviluppo del PAK FA (Perspektivnyi Aviatsionnyi Kompleks Frontovoi Aviatsyi - Prospective Air Complex for Tactical Air Forces), il cui risultato dovrebbe portare alla costruzione di un velivolo in grado di svolgere un ruolo simile a quello dell'F-22 ma con costi di produzione ed esercizio simili a quelli di un F-35 Lightning II.

### Coinvolgimenti nel Programma PAK FA
Nel 2001, l'India accettò di partecipare ad una joint-venture assieme alla Russia per completare lo sviluppo del PAK FA.
Sia la Mikoyan-Gurevich che la Sukhoi proposero dei prototipi ai Ministeri della difesa di entrambe le nazioni: MiG presentò una versione aggiornata del Progetto 1.44, ma il Ministro della difesa della Federazione Russa scelse il gruppo di progettazione Sukhoi per lo sviluppo e la produzione del nuovo caccia. I gruppi di MiG-MAPO e di Yakovlev sono nominati nel programma quali sviluppatori secondari: il futuro PAK FA utilizzerà un'evoluzione dei motori Lyulka AL-41F.

## Descrizione tecnica
Il MiG 1.44 è un velivolo monoposto da superiorità aerea, con ali a delta impuro, con doppio timone di coda, canard anteriori controllate col fly-by-wire ed una presa d'aria rettangolare posta sotto la fusoliera, elementi che lo fanno molto assomigliare al caccia europeo del consorzio Eurofighter, EF-2000 Typhoon.
È propulso da due Lyulka AL-41F con postbruciatori, ognuno in grado di erogare una potenza di circa 39,340 lbs. No.
Gli ugelli sono mobili, sia sull'asse verticale che su quello orizzontale per aumentarne la manovrabilità in combattimento.
Questo velivolo, il cui peso è stimabile attorno ai 35.000 kg, è accreditato di una teorica velocità massima di Mach 2.5, e di una velocità di crociera supersonica.
Il carrello è posto sotto le ali e sotto il muso.
L'avionica del 1.44 è stata progettata secondo gli standard occidentali:
- HUD (Head-up Display)
- Radar Doppler con antenna a scansione passiva.

Il radar è collegato ad un sistema di puntamento che permette al caccia di agganciare e seguire venti bersagli diversi allo stesso tempo.
Comunque non c'è alcuna fonte affidabile che possa confermare la competitività di questo radar con l'AN/APG-77, che equipaggia l'F-22 Raptor, nel combattimento aereo BVR (Beyond visual Range) cioè oltre il campo visivo.

## Utilizzatori
Russia
- Vozdušno-kosmičeskie sily